# Renate Breuninger
Renate Breuninger (geb. 16. Juni 1956 in Stuttgart) ist eine deutsche Philosophin.

## Familie
Aufgewachsen mit vier Geschwistern als Tochter eines Kaufmanns und einer Krankengymnastin, ist Renate Breuninger eine Urenkelin von Eduard Breuninger, Gründer des Stuttgarter Stammhauses der Breuninger Warenhäuser.

## Werdegang
1977 begann Renate Breuninger das Studium der Philosophie, Germanistik und Mathematik an der Albrecht-Ludwigs-Universität Freiburg, wechselte an die Eberhard Karls Universität Tübingen mit den Hauptfächern Germanistik und Philosophie, Nebenfach Geschichte, und schloss mit dem 1. Staatsexamen im Jahr 1982 ab. Von 1982 bis 1986 zunächst Wissenschaftliche Hilfskraft bei Dieter Jähnig am Philosophischen Seminar der Universität Tübingen, war sie von 1986 bis 1989 Wissenschaftliche Mitarbeiterin der von ihrer Cousine Helga Breuninger geleiteten Breuninger Stiftung.
1989 wurde Renate Breuninger an der Universität Stuttgart bei Max Bense und Fritz Martini mit der Arbeit „Wirklichkeit in der Dichtung Rilkes“ promoviert. Im Jahr 2001 habilitierte sie sich bei Günther Bien und Christoph Hubig ebenfalls am Institut für Philosophie der Universität Stuttgart.
Seit Oktober 1989 war sie Wissenschaftliche Mitarbeiterin, seit 1992 Geschäftsführerin des Humboldt-Studienzentrums für Philosophie und Geisteswissenschaften an der Universität Ulm. Seit 2006 ist sie außerplanmäßige Professorin am Institut für Philosophie der Universität Stuttgart. 2008 wurde ihr die Ehrendoktorwürde (Dr. h. c.) der Universität Kirowograd, Ukraine, verliehen. 2022 ging sie in den Ruhestand. Apl.-Professorin an der Universität Stuttgart ist sie weiterhin.
Ihre Arbeitsgebiete sind die Geschichte der Philosophie und die Philosophie der Neuzeit und Gegenwart, insbesondere französische Philosophie und praktische Philosophie. Zudem transkribiert und ediert Renate Breuninger die Tübinger Vorlesungen des Philosophen Walter Schulz (1912–2000). 
Ein Schwerpunkt ihrer Arbeit lag auf der Vermittlung von Philosophie über die Universität hinaus. Mit einem seit 1994 veranstalteten Philosophischen Salon des Humboldt-Studienzentrums knüpfte sie an die Tradition der Salons als Zentren der Aufklärung an, in denen philosophisches Denken in Formen des Dialogs gedeihen sollte. Seit 1993 veranstaltete Renate Breuninger mehrmals pro Jahr in Veranstaltungsräumen der Stadt öffentliche Vorträge der Gastprofessoren für Philosophie am Humboldt-Studienzentrum, und sie vertrat die Universität als konzipierende Mitveranstalterin der Reihe Ulmer Denkanstöße, die seit 2008 jedes Jahr zu einem mehrtägigen, frei zugänglichen öffentlichen Veranstaltungszyklus über ein gesellschaftsrelevantes Thema im Stadthaus Ulm einlädt. Vor diesem Hintergrund wurde sie, etwa von den Medien der Stadt, immer wieder zu aktuellen Anlässen befragt, etwa nach Antworten der Philosophie auf Unsicherheiten und Ängste, die während der Covid-19-Pandemie das Lebensgefühl vieler Menschen prägten.
An der Universität Ulm war Renate Breuninger von 1992 bis 1998 Mitglied des Senats als Vertreterin des Akademischen Mittelbaus, von 1994 bis 2012 in der Gemeinsamen Kommission nach §26 UG für Geistes- und Kulturwissenschaften, 2004 in der Kommission Verantwortung in der Wissenschaft und in anderen universitären Kommissionen mehr, außerdem war sie im Deutschen Hochschulverband und in der Ulmer Universitätsgesellschaft.
Seit 2010 ist Renate Breuninger im Kuratorium der Hochschule Neu-Ulm und seit 2021 im Stiftungsrat der Stiftung Erinnerung Ulm.
Außerdem ist sie Mitglied des Ethik-Netzwerks Baden-Württemberg am Internationalen Zentrum für Ethik in den Wissenschaften (IZEW) der Universität Tübingen, in der Internationalen Rilke-Gesellschaft, der Internationalen Schelling-Gesellschaft und der Otto Friedrich Bollnow-Gesellschaft.

## Publikationen

### Monographien
- Die Philosophie der Subjektivität im Zeitalter der Wissenschaften: Zum Denken von Walter Schulz. Klett-Cotta, Stuttgart 2003, ISBN 978-3-608-91083-4.
- Wirklichkeit in der Dichtung Rilkes. Peter Lang, Frankfurt 1991, ISBN 978-3-631-43355-3.

### Herausgeberschaften
- Bausteine zur Philosophie. Interdisziplinäre Schriftenreihe des Humboldt-Studienzentrums, herausgegeben von Renate Breuninger, begründet von Klaus Giel, Ulm (seit 1991, 35 Bände).[19]
- mit Peter L. Oesterreich (Hrsg.): Subjektivität und Selbsttranszendenz. Unterwegs zu einem neuen Idealismus. Königshausen & Neumann, Würzburg 2020, ISBN 978-3-8260-6984-0.
- mit Peter L. Oesterreich (Hrsg.): Figuren starker Subjektivität. Königshausen & Neumann, Würzburg 2017, ISBN 978-3-8260-6100-4.
- mit Gregor Schiemann (Hrsg.): Langeweile: Auf der Suche nach einem unzeitgemäßen Gefühl. Ein philosophisches Lesebuch. Campus, Frankfurt/M. 2015, ISBN 978-3-593-50182-6.
- mit Peter L. Oesterreich (Hrsg.): Autoinvenienz: Möglichkeiten und Grenzen menschlicher Selbsterfindung. Königshausen & Neumann, Würzburg 2012, ISBN 978-3-8260-4882-1.
- mit Heiner Fangerau und Igor Polianski (Hrsg.): Kulturanamnesen. Schriften zur Geschichte der Philosophie der Medizin und der Naturwissenschaften. Band 1–5, Franz Steiner, Stuttgart 2011 ff., ISSN 2193-5823.
- Leben, Tod, Menschenwürde. Positionen zur gegenwärtigen Bioethik. Humboldt-Studienzentrum, Ulm 2002, ISBN 3-928579-18-5.
- mit Peter Welsen (Hrsg.): Religion und Rationalität. Königshausen & Neumann, Würzburg 2000, ISBN 978-3-8260-1781-0.
- Philosophie der Subjektivität und das Subjekt der Philosophie. Festschrift für Klaus Giel zum 70. Geburtstag. Königshausen & Neumann, Würzburg 1997, ISBN 978-3-8260-1356-0.
- mit Helga Breuninger (Hrsg.): Kollektive Identität und Geschichte. Reihe Universalgeschichte. Breuninger Kolleg Stuttgart 1994.
- mit Helga Breuninger (Hrsg.): Ablösung aus Imperien. Reihe Universalgeschichte. Breuninger Kolleg Stuttgart 1992.
- mit Helga Breuninger (Hrsg.): Kolonisierung als weltgeschichtliches Phänomen. Reihe Universalgeschichte. Breuninger Kolleg Stuttgart 1990.

### Beiträge über Walter Schulz
- mit Werner Raupp: Schulz, Walter. In: Baden-Württembergische Biographien, Bd. 5, Stuttgart 2013, Sp. 398–400.
- mit Werner Raupp: Schulz, Walter. In: Neue Deutsche Biographie (NDB). Band 23, Duncker & Humblot, Berlin 2007, ISBN 978-3-428-11204-3, S. 717.
- mit Werner Raupp: Schulz, Walter. In: Biographisch-Bibliographisches Kirchenlexikon (BBKL). Band 21, Bautz, Nordhausen 2003, ISBN 3-88309-110-3, Sp. 1405–1427.